# Megaselia rubricornis
Megaselia rubricornis är en tvåvingeart som först beskrevs av Schmitz 1919.  Megaselia rubricornis ingår i släktet Megaselia, och familjen puckelflugor. Arten har ej påträffats i Sverige.